# Skrbeň
Skrbeň (in tedesco Kierwein) è un comune della Repubblica Ceca facente parte del distretto di Olomouc, nella regione di Olomouc.